# Pseudolasius hummeli
Pseudolasius hummeli är en myrart som beskrevs av Hermann Stitz 1934. Pseudolasius hummeli ingår i släktet Pseudolasius och familjen myror. Inga underarter finns listade i Catalogue of Life.